# Im Spiegel der Maya Deren
Im Spiegel der Maya Deren (Originaltitel In the Mirror of Maya Deren) ist eine dokumentarische Filmbiografie über die Avantgardefilmerin Maya Deren von Martina Kudláček. Der Dokumentarfilm wurde im Oktober 2001 auf der Viennale vorgestellt und gewann dort den Wiener Filmpreis. Kinostart in Deutschland war der 29. Mai 2003.

## Kritiken
Im Spiegel der Maya Deren erhielt ein sehr gutes Presseecho, was sich auch in den Auswertungen US-amerikanischer Aggregatoren widerspiegelt. So erfasst Rotten Tomatoes fast ausschließlich positive Besprechungen und ordnet den Film dementsprechend als „Frisch“ ein. Laut Metacritic fallen die Bewertungen im Mittel „Grundsätzlich Wohlwollend“ aus.

„Die Dokumentation der Filmemacherin Martina Kudláček basiert auf der umfangreichen Biographie ‚The Legend of Maya Deren‘ und nimmt sich in essayistischen Bildern der Avantgardistin an. Kudláček besucht Orte des Schaffens der Experimentalfilmerin, lässt Zeitzeugen zu Wort kommen und verdichtet das Ganze so zu einem spannenden Porträt dieser ungewöhnlichen Frau.“

„Die Regisseurin vermittelt einen kompetenten Einblick in das filmische Werk auch durch bislang unveröffentlichte Archivmaterialien. Musikaufnahmen von Maya Deren in Haiti und die Filmmusik von John Zorn bereichern diese Biografie einer einzigartigen Frau.“

„Der Film vermittelt das Bild einer faszinierenden Frau, die nicht nur im Bereich des poetisch-abstrakten Films eine Schlüsselstellung einnahm, sondern auch durch ihre ethnografischen Studien auf sich aufmerksam machte.“

Der Film teilte sich 2001 den Wiener Filmpreis mit Lovely Rita von Jessica Hausner.